# Luž
Luž (německy Lausche, lužickosrbsky Łysa) je výrazná znělcová hraniční hora. S nadmořskou výškou 793 metrů je nejvyšším vrcholem Lužických hor. Česká část hory leží v severní části okresu Česká Lípa, německá pak v jižní části zemského okresu Zhořelec. Z obou stran je hora dobře přístupná po turistických stezkách. Vrcholové partie hory jsou na českém i německém území chráněné jako přírodní rezervace.

## Název
Nejstarší doložený název hory pochází z roku 1538, kdy se jí říkalo Spitzberg (Špičák). Obyvatelé německého Waltersdorfu ji však nazývali Mittagsberg (Polední hora). Při výhledu z jejich vesnice bývalo totiž slunce přímo nad horou. Německý název Lausche je znám od roku 1631, český název Luž byl použit až v roce 1909 Josefem Kafkou v jeho ilustrovaném průvodci po Čechách.

## Poloha
Leží v katastrálním území obce Horní Světlá (katastr Horní Světlá pod Luží 675024) přímo na česko-německé státní hranici v severní části okresu Česká Lípa a celé České republiky, mezi vesnicí Horní Světlá na české a Waltersdorf v zemském okrese Zhořelec na saské straně. Je nejvyšší horou Lužických hor, Lužice a v Německu nejvyšší horou východně od Labe. V geomorfologickém členění patří do Lužického hřbetu (IVA-2A), okrsku Jedlovský hřbet (IVA-2A-a).

## Přírodní rezervace
Ve vrcholové části je hora porostlá pralesními porosty, níže se vyskytují buk, klen, javor, smrk. Smrkové lesy při jižním úpatí byly poničeny exhalacemi a po roce 1970 z větší části vykáceny. Botanický průzkum v roce 1998 dokladoval řadu cenných druhů rostlin i mnoha živočichů. To bylo důvodem k snaze ekologů tuto část hory ochránit.
Přírodní rezervace Luž byla vyhlášena Správou CHKO Lužické hory v září 2011 s platností od 1. října 2011.

## Historie
O faktu, že přes vrchol vedla historická hranice mezi Čechami a Lužicí svědčí dochované hraniční kameny ze šestnáctého a sedmnáctého století. V roce 1823 na vrcholu nechal Karel Friedrich Mathäus z Waltersdorfu postavit dřevěný hostinec, který postupně rozšiřoval a v roce 1833 rozšířil i o malou rozhlednu. Nová prostornější budova (tzv. Lausche Baude) byla postavena až v roce 1882 zásluhou saských spolků. Stala se kuriozitou, protože ji hraniční čára rozdělovala na část německou (pod číslem 334 náležela k Waltersdorfu) a rakouskou (číslo 143, Horní Světlá - dříve Horní Lichtenwald). Přímo uprostřed na střeše byla vybudována 10 metrů vysoká rozhledna. Byly zde i dvě poštovní schránky a turisté si museli dát pozor, zda lístek vhazují do německé, či rakouské.
Chata na Luži byla oblíbeným výletním místem i za doby první republiky a poslední majitel ji provozoval až do konce druhé světové války. Dne 8. ledna 1946 chata vyhořela (pravděpodobně byla úmyslně zapálena). Později vzniklo několik plánů na výstavbu nové chaty, ale žádný z nich nebyl nikdy realizován.
Nahoře byla nelegální stanice světelného telegrafu, přes kterou se posílala čísla kdysi oblíbené sázkové hry Lotynka z Žitavy dál na Prahu. Majitel chaty byl za své nelegální počínání uvězněn.
Na vrcholku jsou dnes zbytky původní vyhořelé chaty (upravené jako vyhlídková terasa) a volně přístupná rozhledna s retranslačním stožárem na německé straně. Na vrchol vede z jihu Česká cesta, upravená zde pro excísaře Ferdinanda V., který podnikal ze svých Zákup po okolí četné výlety, ze severu Lužická cesta. Vrcholová návštěvní kniha zaznamenává ročně deset tisíc návštěvníků, převážně z Německa.

## Zázemí pro sport a turisty
Občerstvení a ubytování dnes zastávají Chata Pod Luží a sousední Lužická bouda v areálu Horní Světlá - Myslivny, zhruba 1 km jihovýchodně od vrcholu. Odtud nahoru vede červeně značená turistická trasa.
V okolí běžecké terény (běžecká trasa Lužický hřbet – Lauschekammweg; na české straně letní červené, dálková turistická trasa E3, a zimní oranžové značení, na straně SRN se jedná o modrou turistickou značku) je udržována společnými silami německou (Waltersdorf) i českou turistickou veřejností.
Na německé straně na severním svahu hory bývala obtížností černá sjezdovka s lyžařským vlekem; v současnosti v provozu v její spodní části menší sjezdovka v nadmořské výšce cca 600 metrů v místě zvaném Waltersdorfwache (bývalý hraniční přechod do ČR pro pěší turistiku).

## Výhled
Z vrcholové plošiny, přístupné z české i z německé strany, je výrazný nádherný rozhled od Krušných hor a Děčínského Sněžníku přes České středohoří, Vlhošť, Ralsko, Bezděz a Trosky až po Ještěd, Jizerské hory a vrcholky Krkonoš, na severu pak na města a kopce Šluknovského výběžku a Horní Lužice v Německu. Výhled k východu dnes znesnadňují vzrostlé stromy.
Na německé straně vrcholu byla vybudována vyhlídková plošina s kruhovým výhledem, která byla otevřena 21. srpna 2020 u příležitosti Dne Horní Lužice.

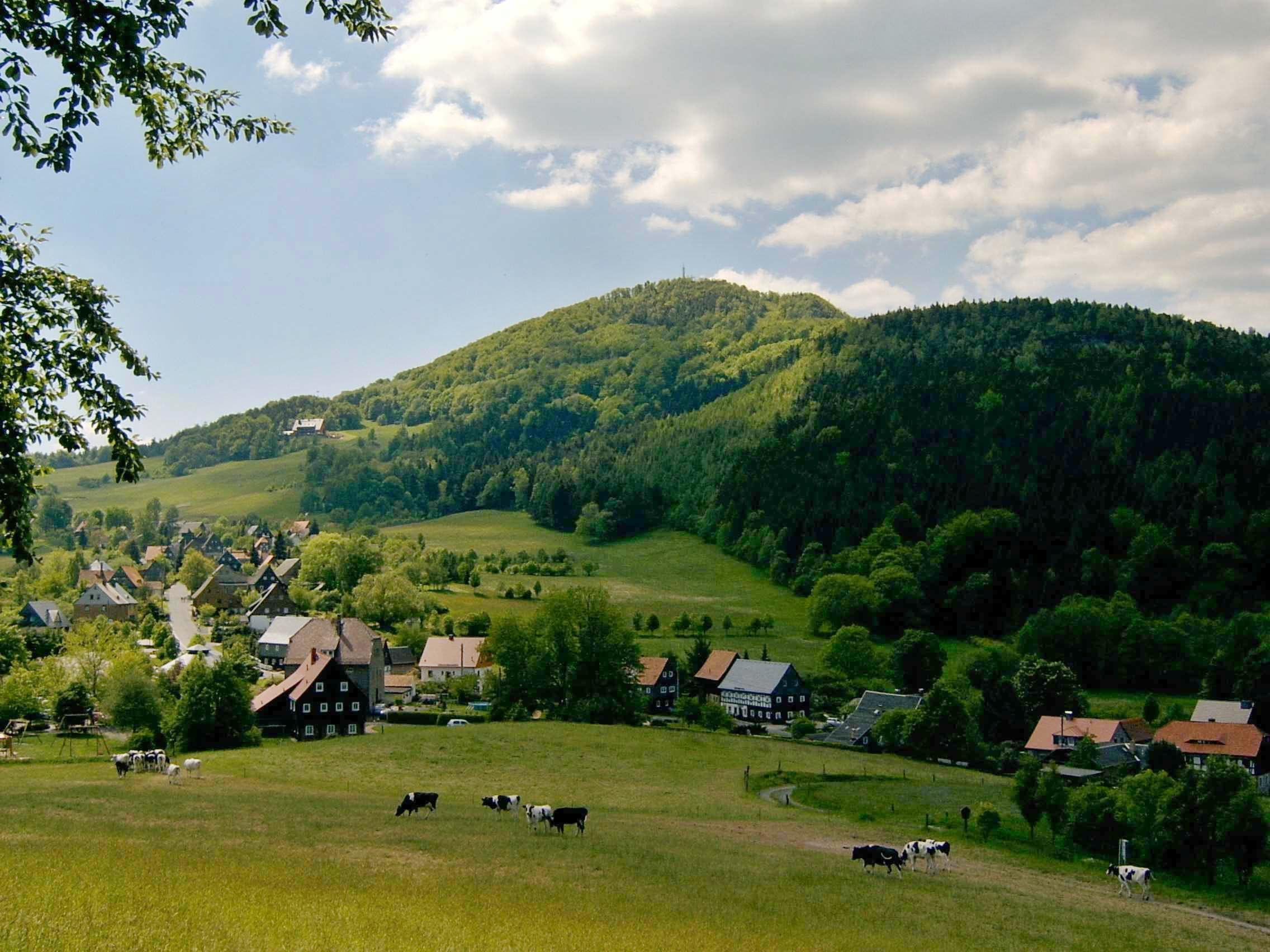
Luž v květnu
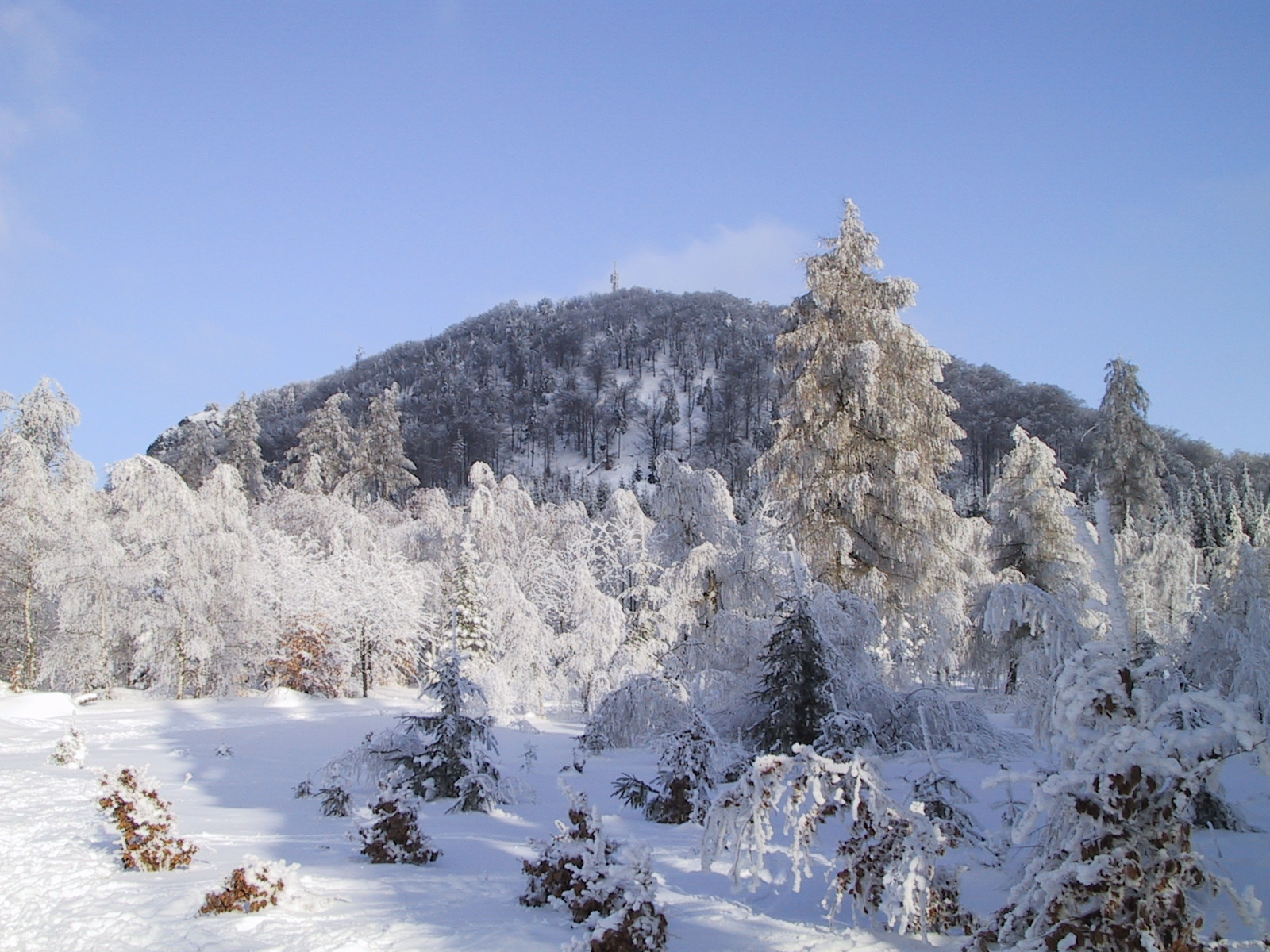
Luž v zimě
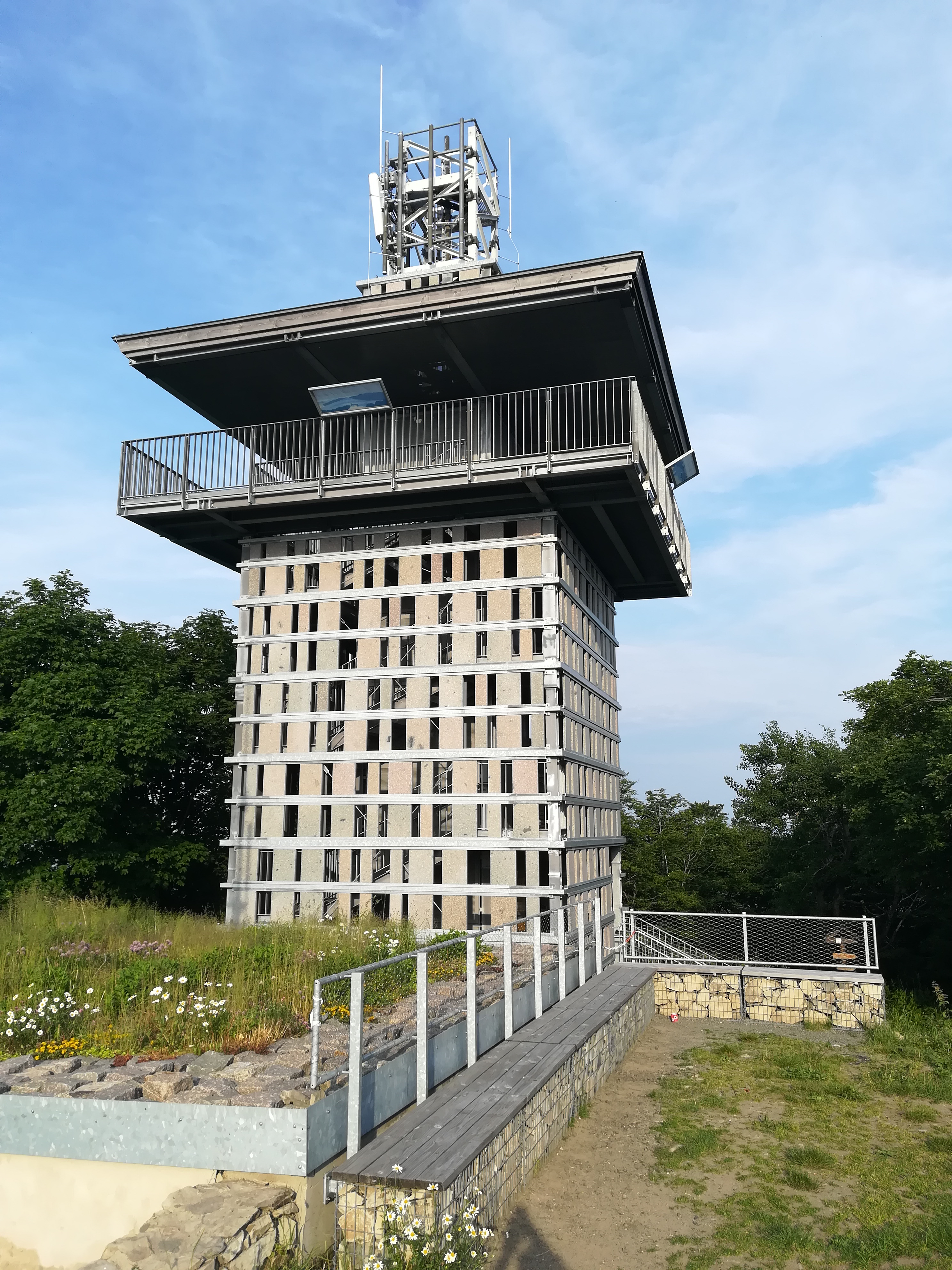
Rozhledna
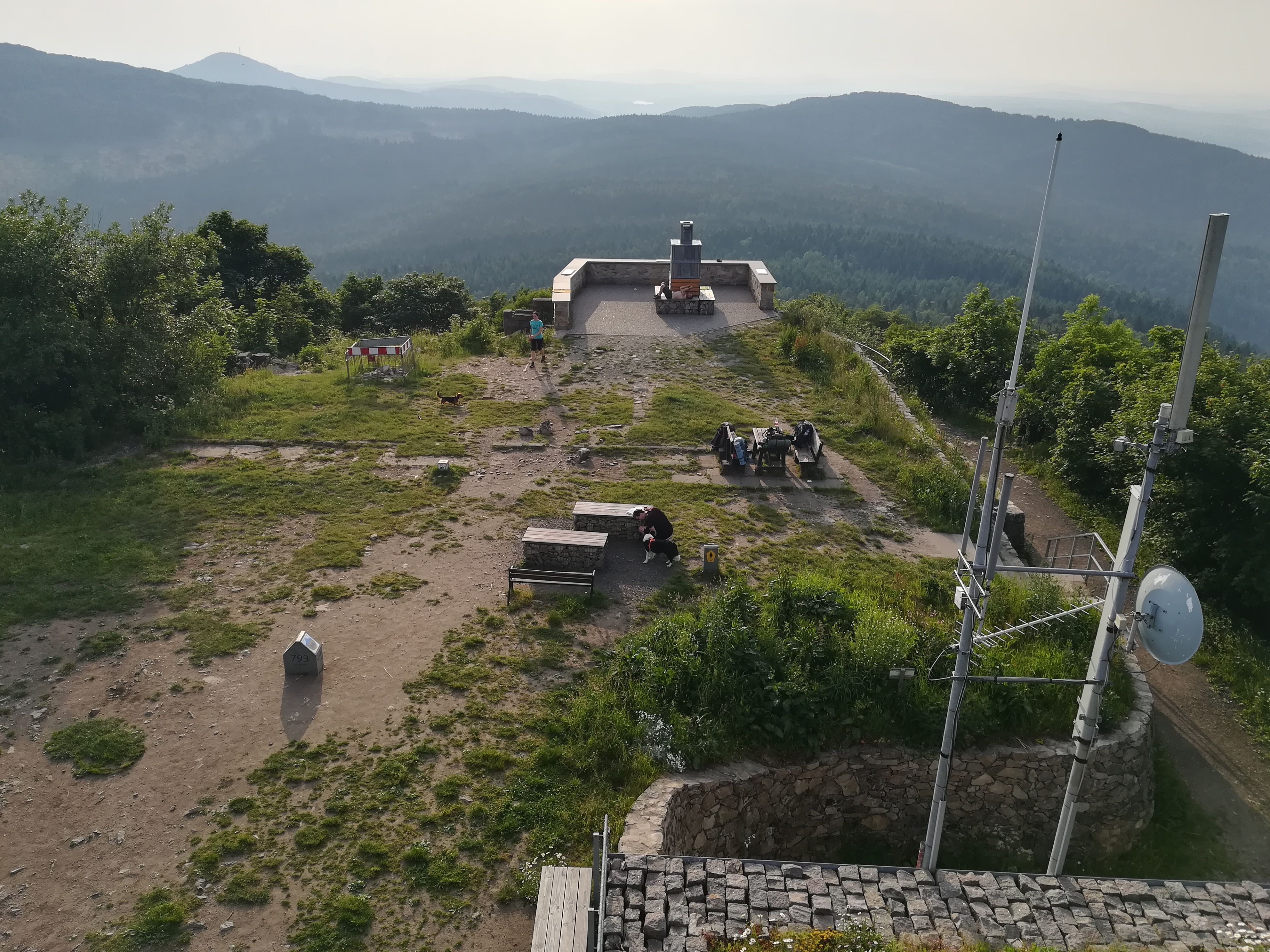
Vrchol Luže z rozhledny
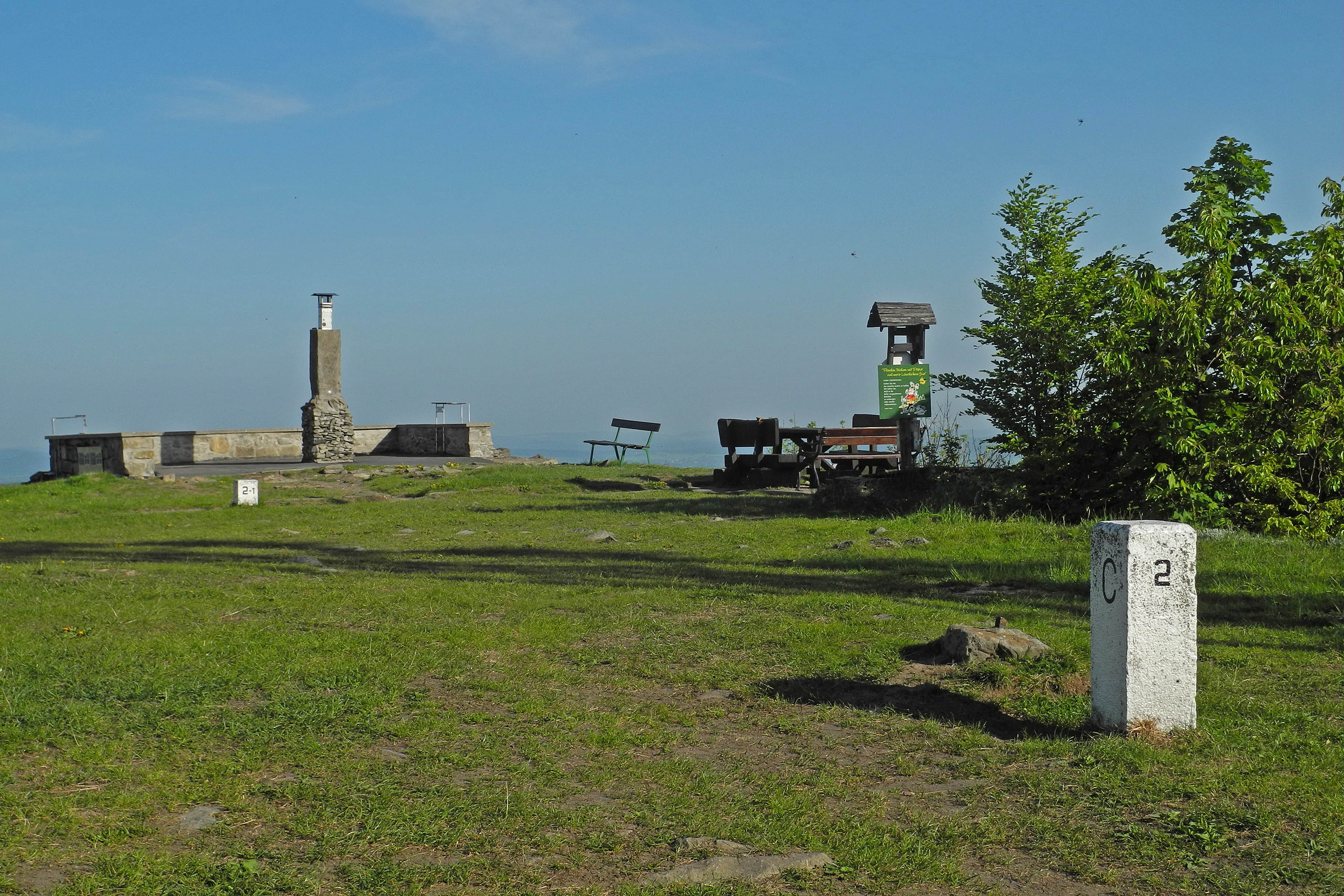
Vrchol (2018)
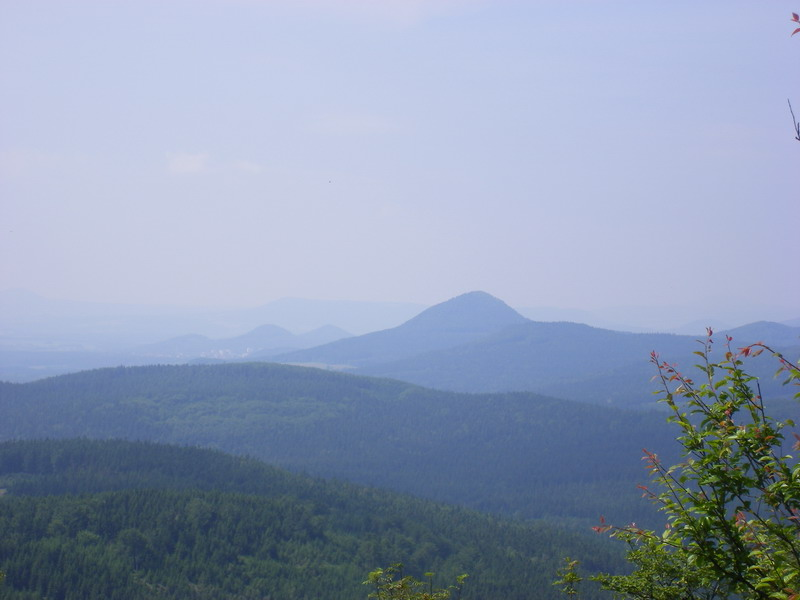
Pohled z Luže na horu Klíč a Nový Bor
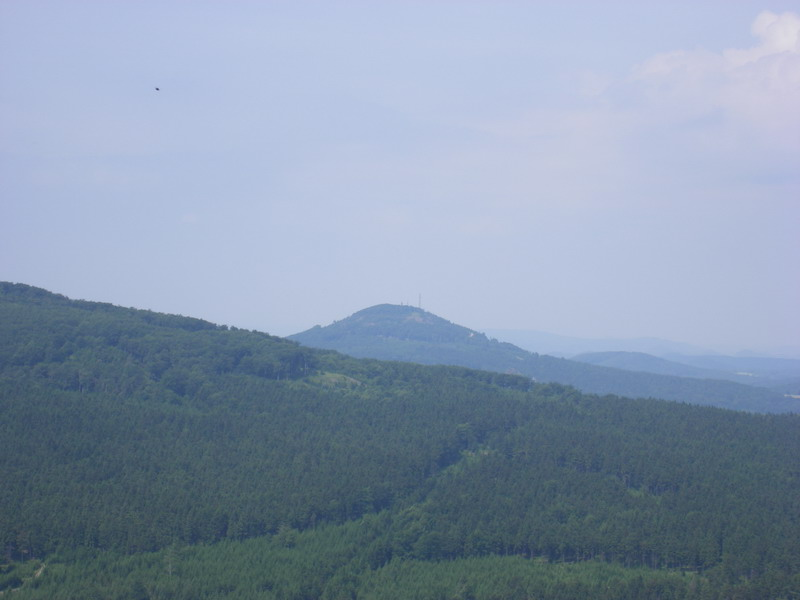
Pohled na Jedlovou